# سول‌کالیبر ۳
سول‌کالیبر ۳ (به ژاپنی: ソウルキャリバーIII SōruKyaribā Surī) یک بازی ویدئویی در سبک مبارزه‌ای بر پایه سلاح است که توسط پراجکت سول توسعه یافته و شرکت نامکو آن را در سال ۲۰۰۵، برخلاف سول کالیبر ۲ که بر روی چندین سیستم منتشر گردیده بود، به‌طور انحصاری برای کنسول پلی‌استیشن ۲ منتشر کرده‌است. یک نسخه بهبود یافته نیز تحت عنوان سول کالیبر ۳: نسخه آرکید در سال ۲۰۰۶ برای آرکید عرضه گردید. این چهارمین قسمت از مجموعه بازی‌های مبارزه‌ای سول‌کالیبر به‌شمار می‌رفت که دنباله نسخه سول‌کالیبر ۲ بود.

## شخصیت‌ها
سه شخصیت جدید به این نسخه اضافه شدند که شامل: تیرا، زاسالامل و ستسکا می‌باشند که هر سه آن‌ها دارای سبک مبارزه منحصر به فرد خود هستند. تقریباً تمام شخصیت‌هایی که در سری سول بودند نیز در این نسخه حضور دارند.